# Vitbyxad näshornsfågel
Vitbyxad näshornsfågel (Bycanistes albotibialis) är en fågel i familjen näshornsfåglar inom ordningen härfåglar och näshornsfåglar.

## Utbredning och systematik
Fågeln återfinns i Afrika i fuktskogar från Benin till Angola och Uganda. Den behandlas som monotypisk, det vill säga att den inte delas in i några underarter.

## Status
IUCN kategoriserar arten som livskraftig.